# Cao Lỗ
Cao Lỗ (277 TCN - 179 TCN), còn gọi là Cao Thông, Đô Lỗ, Thạch Thần hay Đại Than Đô Lỗ Thạch Thần, là một tướng tài của An Dương Vương (Thục Phán), quê quán tại xã Cao Đức, huyện Gia Bình, tỉnh Bắc Ninh ngày nay. Ông từng làm bộ hạ của Hùng Vương thứ 18 nhưng không được trọng dụng. Khi Âu Việt xâm lược Văn Lang, phò mã là Nguyễn Tuấn tử trận, vua Hùng phải tự tử, ông chán nản bỏ vào rừng sống ẩn dật. Sau này Thục Phán giết được danh tướng Đồ Thư và đánh tan 50 vạn đại quân nhà Tần, ông mới cảm phục ra giúp Thục Phán. Thục Phán cũng rất quý tài của ông. Tương truyền ông là người chế ra nỏ liên châu (bắn được nhiều mũi tên một lúc) mà còn được gọi là nỏ thần. Ông là người khuyên Thục An Dương Vương dời đô xuống đồng bằng, tìm đất đóng đô và là người được An Dương Vương giao nhiệm vụ thiết kế, chỉ huy công trình xây thành Cổ Loa. Tại kì họp ngày 5 tháng 8 năm 2005, Hội đồng nhân dân Thành phố Hà Nội đã quyết định lấy tên ông để đặt tên cho một con đường ở trung tâm huyện Đông Anh.

## Chế nỏ liên châu
Cao Lỗ là người sáng chế ra nỏ liên châu (nỏ thần): bắn một lần được nhiều mũi tên mà các mũi tên đều bịt đồng sắc nhọn. Sử sách cũ đã thần thánh hóa gọi là "Linh Quang Thần Cơ". Sách Lĩnh Nam chích quái chép rằng: Cứ đem nỏ ra chĩa vào quân giặc là chúng không dám đến gần.
Cao Lỗ huấn luyện cho hàng vạn binh sĩ ngày đêm tập bắn nỏ. An Dương Vương thường xem tập bắn trên "Ngự xa đài", dấu vết này nay vẫn còn (góc đông bắc ngoài thành nội). Là người phát minh ra nỏ thần, lại có tài bắn nỏ nên dân gian thường gọi ông là Ông Nỏ.
Khi Triệu Đà cho quân xâm lược Âu Lạc, quân Triệu đã bị các tay nỏ liên châu bắn tên ra như mưa, thây chết đầy nội và phải lui binh. Đương thời, nỏ liên châu trở thành thứ vũ khí lợi hại của nước Âu Lạc.
Từ năm 1959 ở Cổ Loa đã phát hiện được kho tên đồng hàng vạn mũi tại khu vực Cầu Vực. Cuộc khai quật Đền Thượng năm 2005 phát hiện di tích lò đúc mũi tên đồng cùng các khuôn đúc mũi tên ba cạnh, cho phép xác định rằng khu vực tây nam thành Trong xưa là một binh xưởng đúc mũi tên trang bị cho quân đội của An Dương Vương.
Khảo cổ học đã phát hiện lẫy nỏ ở một số di chỉ như: Làng Vạc (Nghệ An), Cổ Loa (Đông Anh, Hà Nội). Đặc biệt là hai chiếc lẫy nỏ trưng bày ở Bảo tàng Lịch sử quốc gia được phát hiện ở Cổ Loa, có niên đại cách ngày nay khoảng 2500 – 2000 năm. Qua phục dựng cho thấy đây là loại nỏ bắn nhiều phát một lúc, theo đó một mặt phẳng được khắc nhiều rãnh để nạp được nhiều mũi tên, sau khi thả lẫy thì dây bật ra, phóng đi nhiều mũi tên cùng lúc
Nỏ liên châu cũng đã xuất hiện ở Trung Quốc từ thời Chiến Quốc (trước thời Cao Lỗ khoảng 200 năm), gồm 2 loại: 
- 1 loại để nhiều mũi tên trên mặt phẳng khắc nhiều rãnh, mỗi lần thả dây sẽ phóng được nhiều mũi tên (giống nỏ Cao Lỗ). Loại này có tầm bắn xa nhưng kích thước lớn, nên phải gắn trên xe hoặc bệ, cần nhiều người để vận hành.
- 1 loại khác tân tiến hơn, có hộp chứa tên gắn với cơ cấu lên dây, mỗi lần thả dây chỉ phóng 1 mũi tên nhưng khi kéo lại thì nạp được luôn mũi tên mới. Loại này gọn nhẹ, bắn nhanh, mỗi bộ binh có thể mang theo bên mình như vũ khí cá nhân, nhưng tầm sát thương không bằng loại kia.

## Qua đời
Triệu Đà bèn lập xảo kế thông gia, cho con trai là Trọng Thủy lấy con gái An Dương Vương là Mỵ Châu. Cao Lỗ phản đối, khuyên vua không nên nhận, nhưng An Dương Vương không nghe còn nghe lời dèm pha của Lạc hầu. Cao Lỗ dần dần bị vua xa lánh, ông bỏ đi tìm nơi ở ẩn.
Sau khi Trọng Thủy biết được bí mật phòng thủ của An Dương Vương và về mách cho vua cha, Triệu Đà mang quân sang đánh Âu Lạc. An Dương Vương thua chạy. Quân Triệu đuổi theo. Cao Lỗ biết tin, ra đón đường chặn đánh quân Triệu cho vua chạy thoát nhưng do Mỵ Châu tin lời của Trọng Thủy, rải lông ngỗng theo sau để Trọng Thủy lần theo nên cả hai đã tử trận.
Theo dân gian, khi bị thương nặng ở cổ, tướng quân Cao Lỗ đã buộc lại và thúc ngựa chạy tới Ái Mộ (xã Bồ Đề, huyện Gia Lâm) nghỉ một lát rồi lại chạy tiếp về vùng Bình Than, Lục Đầu được ít lâu sau thì mất. Ông mất ngày 4 tháng 4 âm lịch năm Nhâm Tuất (179 TCN).